# Li Chevalier

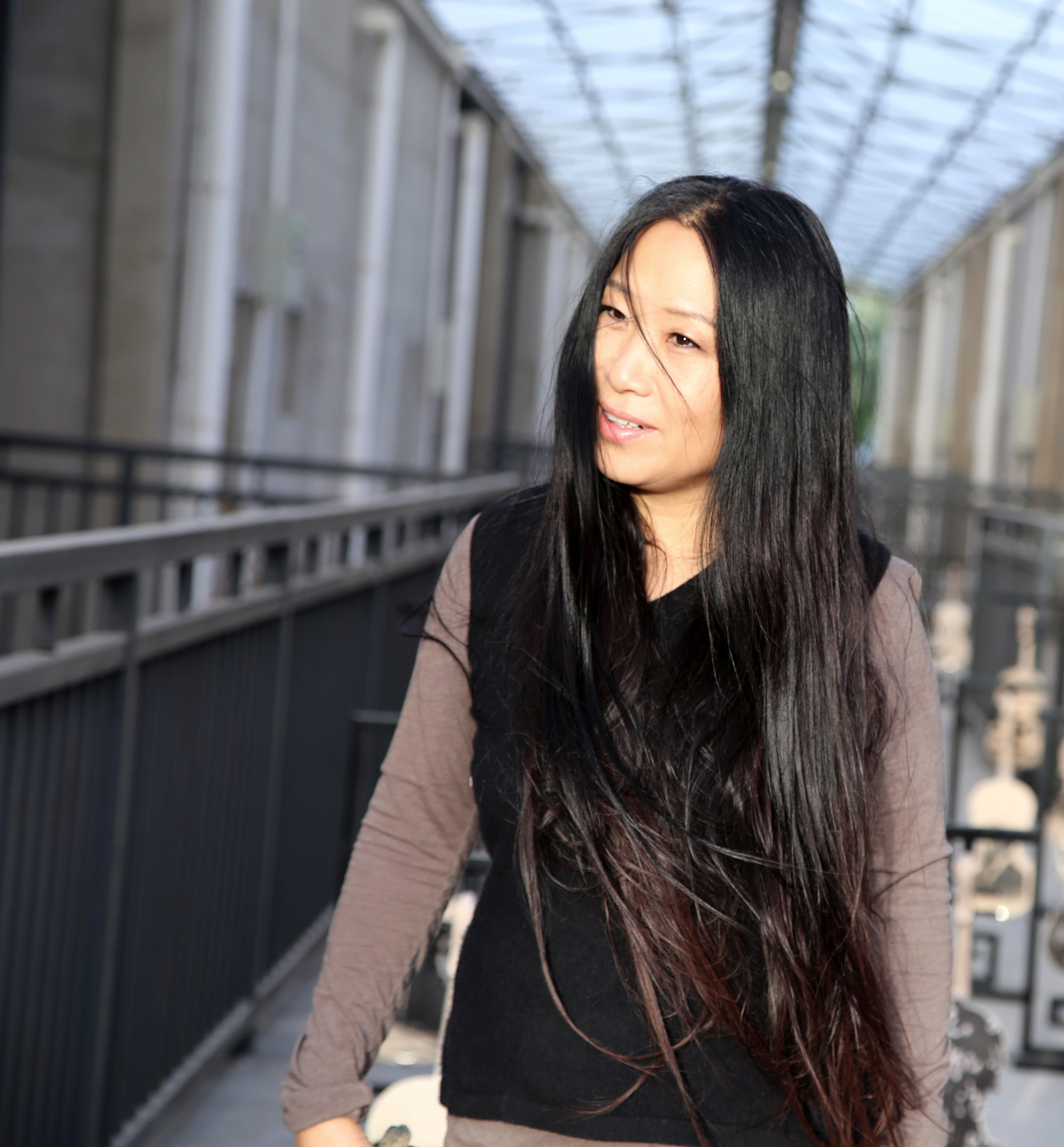
Li Chevalier (2013)

Li Chevalier (vereinfachtes Chinesisch: 诗蓝 ; Pinyin : Shī Lán; * 30. März 1961 in Peking) ist eine französische Künstlerin und Malerin. Im Jahr 1986 erwarb sie die französische Staatsbürgerschaft. Ihre Arbeit bewegt sich an der Schnittstelle zwischen Europa und Asien.
Li Chevalier ist Mitglied der Taylor Stiftung und der ADAGP (Société Des Auteurs dans les Arts Graphiques et Plastiques, einem Zusammenschluss von Autoren der grafischen und bildenden Künste in Frankreich). Seit 2010 organisiert sie monographische Ausstellungen im Museo d’Arte Contemporenea di Roma (Museum für zeitgenössische Kunst in Rom), im chinesischen Nationalmuseum der bildende Kunst, im Today Art Museum in Peking Today Art Museum sowie im Kunstmuseum Schanghai.
Ihre Werke sind mittlerweile Teil der Dauerausstellung des Nationalen Kunstmuseums von China (auch NAMOC genannt) und des chinesischen Nationalen Zentrums für Darstellende Künste. Neben den Gemälden zweier anderer französisch-chinesischer Künstler, Zao Wouki und Chuh Teh Chun, schmücken zwei ihrer wichtigsten Werke seit 2011 die Wände der französischen Botschaft in China. 2014 erhielt sie die Goldmedaille der SNBA (Société Nationale des Beaux-Arts, einer französischen Künstlervereinigung) für ihre Installation und den Grand Prix für Bildhauerei der ADAGP. Li Chevalier wurde insbesondere durch ihre experimentelle Malerei bekannt, welche aus einer Verschmelzung westlicher Medien und Bestandteilen der alten chinesischen Kunst entsteht. Dank ihrer Installationen und ihrem sehr persönlichen Stil der Inszenierung gehört sie zu den berühmtesten Multimediakünstlerinen.

## Biografie

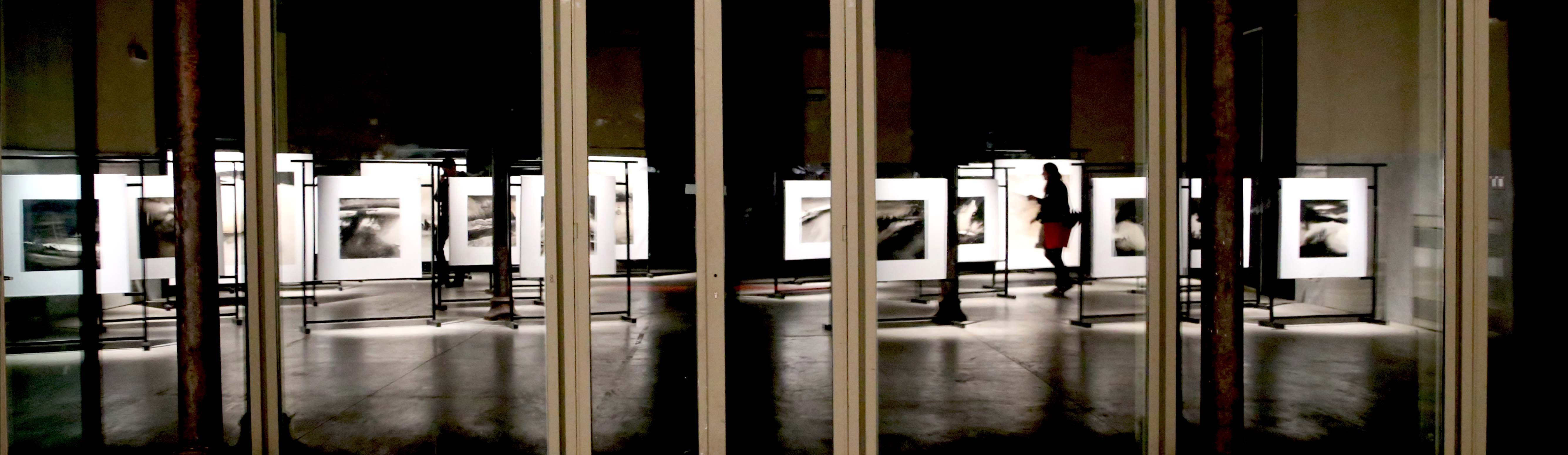
Monographische Ausstellung, MACRO, 2017

Li Chevalier ließ sich in den achtziger Jahren in Frankreich nieder. Zwischen 1986 und 1990 absolvierte sie ein Masterstudium am Institut für politische Studien in Paris. Anschließend studierte sie politische Philosophie an der Universität La Sorbonne Paris. Es folgte ein Aufbaustudium unter der Leitung von Louis Sala-Molins und Robert Misraho. Angesichts der dramatischen Auswirkungen der kulturellen Revolution auf sie selbst und ihre Zeitgenossen, schien der Umweg eines Studiums der Politik und der Philosophie unvermeidlich.

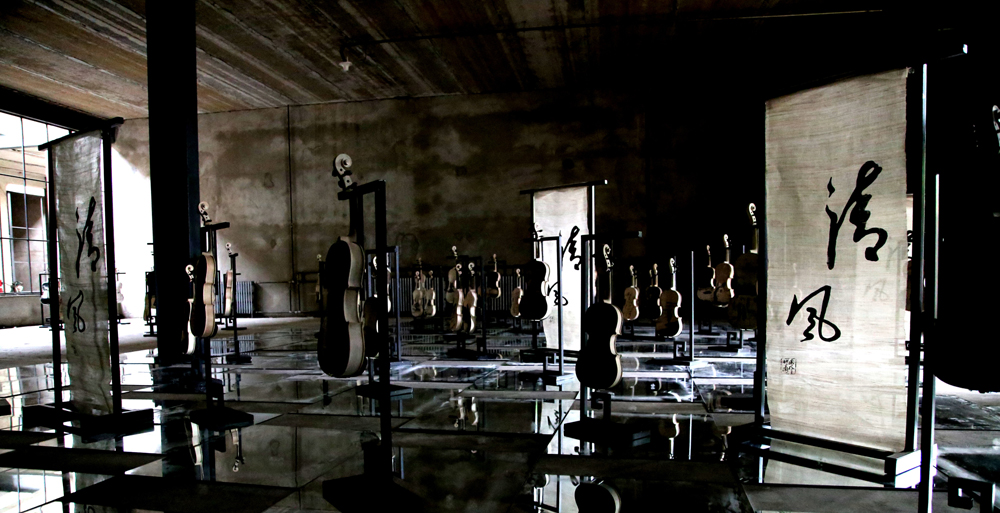
Cantabile per Archi, Zentrum für darstellende Kunst Chinas, 2013

Ihre künstlerische Ausbildung erhielt Li Chevalier in den neunziger Jahren, zunächst während verschiedener Studienaufenthalte in Italien (unter anderem am Institut für Kunst und Restaurierung in Florenz). In Frankreich nahm sie an den Masterkursen der französischen Maler Thibaut de Reimpré und Pierre Henry teil. 2003 wurde sie in den SNBA aufgenommen. Sie zählt zu den Vertretern der SNBA, die im Rahmen der Kunstveranstaltung „L’Art en Capital“ im Grand Palais in Paris, eine der größten Kunst-Veranstaltungen Frankreichs ausstellten.
Im Jahr 2003 machte sich Li Chevalier auf den Weg nach London, um sich am Atelier Dali des Central Saint Martins College of Art and Design zu perfektionieren. Anschließend schrieb sie sich an der Kunsthochschule ein und absolvierte 2007 ein Studienjahr unter der Leitung von Stephan Williams. Noch im selben Jahr gewann sie einen Wettbewerb, welcher es ihr ermöglichte, ihre Werke an der Sommerausstellung der Royal Academy of Arts (Königlichen Akademie für Kunst in London) auszustellen. Der Direktor der Akademie entdeckte Chevaliers Arbeit und wurde zu einem der ersten Kunstsammler Londons, der ihre Werke sammelte.
Im Jahr 2008 kehrte sie dann nach China zurück. Der berühmte Theoretiker chinesischer Kunst, M. Penfeng, Vize-Vorsitzender des ästhetischen Forschungszentrums der Universität Peking und Vorsitzender des chinesischen Pavillons für die 54. Biennale von Venedig, setzte sich für Li's Teilnahme an der chinesischen Delegation ein. Leider wurde dieser Vorschlag aufgrund ihrer französischen Staatsangehörigkeit abgelehnt.

## Hauptausstellungen

### Monografische Ausstellungen
Die letzte monografische Ausstellung der Künstlerin fand 2017 in dem Museum d’Arte Contemprenea di Roma statt. Im Dezember 2004 widmete die Virginia Commonwealth University’s School of the Arts Li Chevalier eine monografische Ausstellung. Dort wurde erstmals eine Kollektion der experimentellen Tuschmalereien gezeigt, welche heute als besonderes Merkmal ihres Stils gilt. An der Byam Shaw School des Central Saint Martins College of Art in London wurde 2006 ebenfalls eine monografische Ausstellung von Li Chevalier veranstaltet. Seit 2010 wurden insgesamt drei große Retrospektiven von Li Chevalier ausgestellt: Im Nationalen Kunstmuseum Chinas (auch Namoc genannt) in Peking im Dezember 2010, anschließend im Today Art Museum in Peking im Mai 2010 und daraufhin im Kunstmuseum Schanghai im September 2011. Seit 2010 werden Werke von ihr in der Dauerausstellung des National Art Museum of China gezeigt.

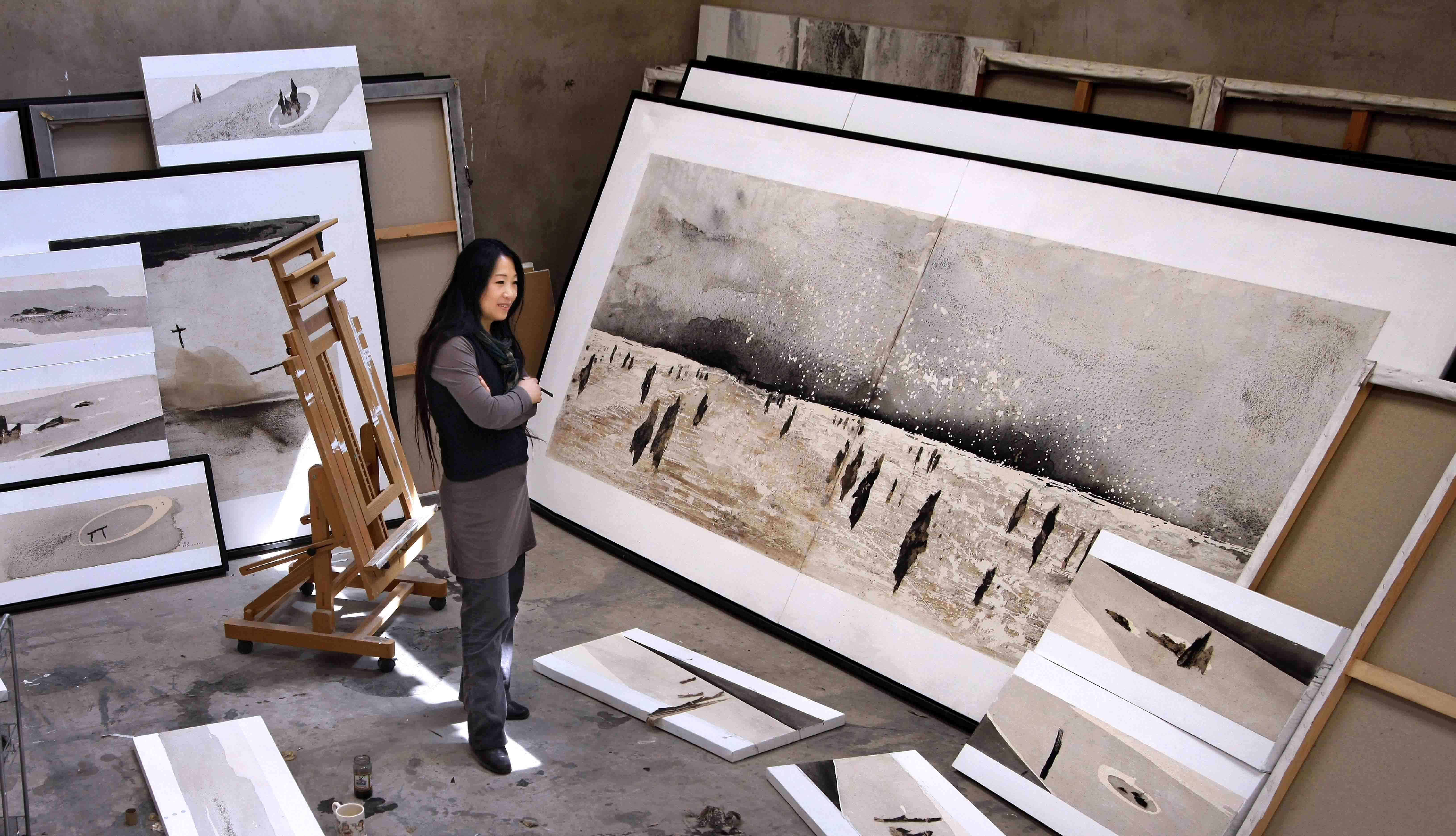
Li Chevalier in ihrem Atelier, Peking

Unter der Schirmherrschaft des Bürgermeisters von Bordeaux Alain Juppé und des Organisationskomitees der Deier zum 50. Jahrestag der französisch-chinesischen diplomatischen Beziehungen des Außenministeriums im Jahr 2014, stellte die Unterwasserbasis Bordeaux „L’Art du Croisement“ (die Kunst der Mischung), eine monografische Kollektion der Künstlerin, aus. Danach sind die Gemälde der Künstlerin in die permanente Sammlung des Institutes Institut Bernard Magrez aufgenommen worden.

### Gruppenausstellungen

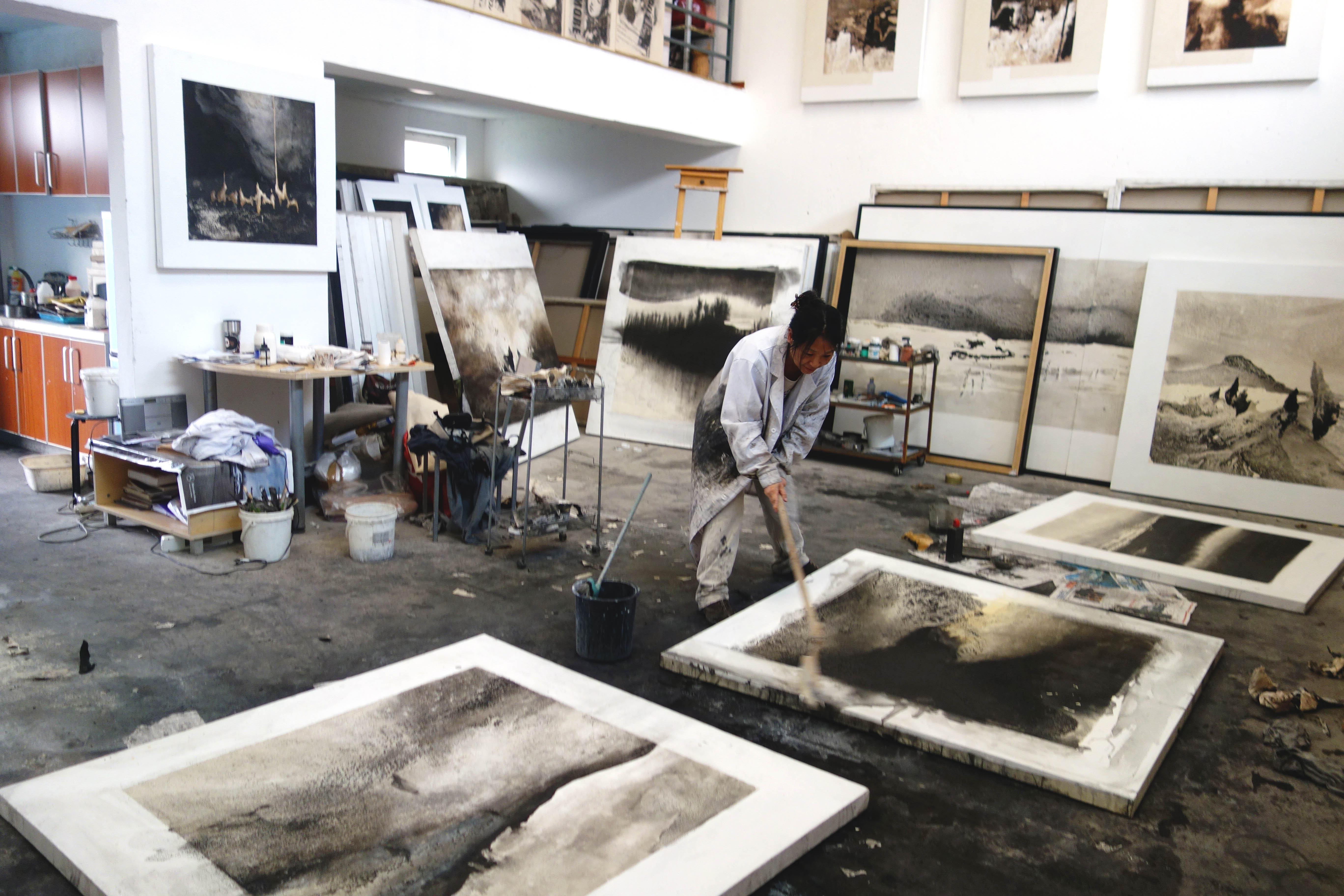
Li Chevalier in ihrem Atelier in Peking

Im Jahr 2007 gewann Li Chevalier einen Wettbewerb und durfte daraufhin ihr Werk an der Royal Academy of Arts in London ausstellen. Diverse internationale Kunstmessen stellten ihre Gemälde aus, wie beispielsweise die Internationale Kunstmesse London (2007), die Internationale Kunstmesse Glasgow (2008), die Internationale Kunstmesse des Nordens (2008), die Internationale Kunstmesse Schanghai (2008), die Internationale Kunstmesse Peking (2011) und die Nationale Kunstgalerie von Qatar Al Bida in Doha (2003). In den Jahren 2007 und 2011 zählte sie zu den Vertretern der SNBA für „L’Art en Capital“ (Die wesentliche Kunst) im Grand Palais in Paris.
Zu ihren weiteren künstlerischen Veranstaltungen zählen außerdem eine Teilnahme an der Internationalen Ausstellung der Bildhauerei sowie die Installation Open (Offen) in Venedig, die Präsentation ihrer Werke in der Ausstellung „Art pour la Paix“ (Kunst für den Frieden) im Sitz der UNESCO, in mehreren Ausstellungen im Kunstmuseum Wuhans in China (2010), im Jin Zhi Jian Museum in Peking (2010), im Kunstmuseum Huanties (2009), im Kunstmuseum Shang Shang in Peking (2010), in der Kunstgalerie der Columbia-Universität in den USA, im koreanischen Kulturzentrum Pekings, in der New Age Galerie in der Stadt der Künste im Espace 789 in Peking, in der Astley Galerie in Schweden sowie im Kunstmuseum der Akademie von Sankt Petersburg (2015). In Paris widmete die SNBA Li Chevalier einen exklusiven Raum im Carrousel du Louvre für ihre Installation Stèle de lumières, (Lichtstelen) hommage à Victor Segalen.
Im Oktober 2015 nahm sie an der vom Maison Bleu Studio veranstalteten Ausstellung Vide et Plein (Voll und leer) teil. Gérad Wuriguera, ein Kritiker der Ausstellung, schrieb über ihr Werk: „Hier wird eine Art Schwermut deutlich, eine irreführende Distanz, aber hauptsächlich eine echte Beherrschung. Diese ernsten und geheimnisvollen Bilder, welche die Natur widerspiegeln, sind vor allem eine Evokation, aber diese Evokation der Quintessenz der Natur, die nur ihrer Autorin zugehörig ist. Letztendlich erlag Li Chevalier der Versuchung allerdings nicht, eine Brücke zwischen Ost und West zu bauen: Sie hat eine Welt geschaffen, ihre eigene Welt“.

## Kunststil

### Tuschezeichnung auf Leinwand

#### Encre et Entre (Tusche und Zwischen)

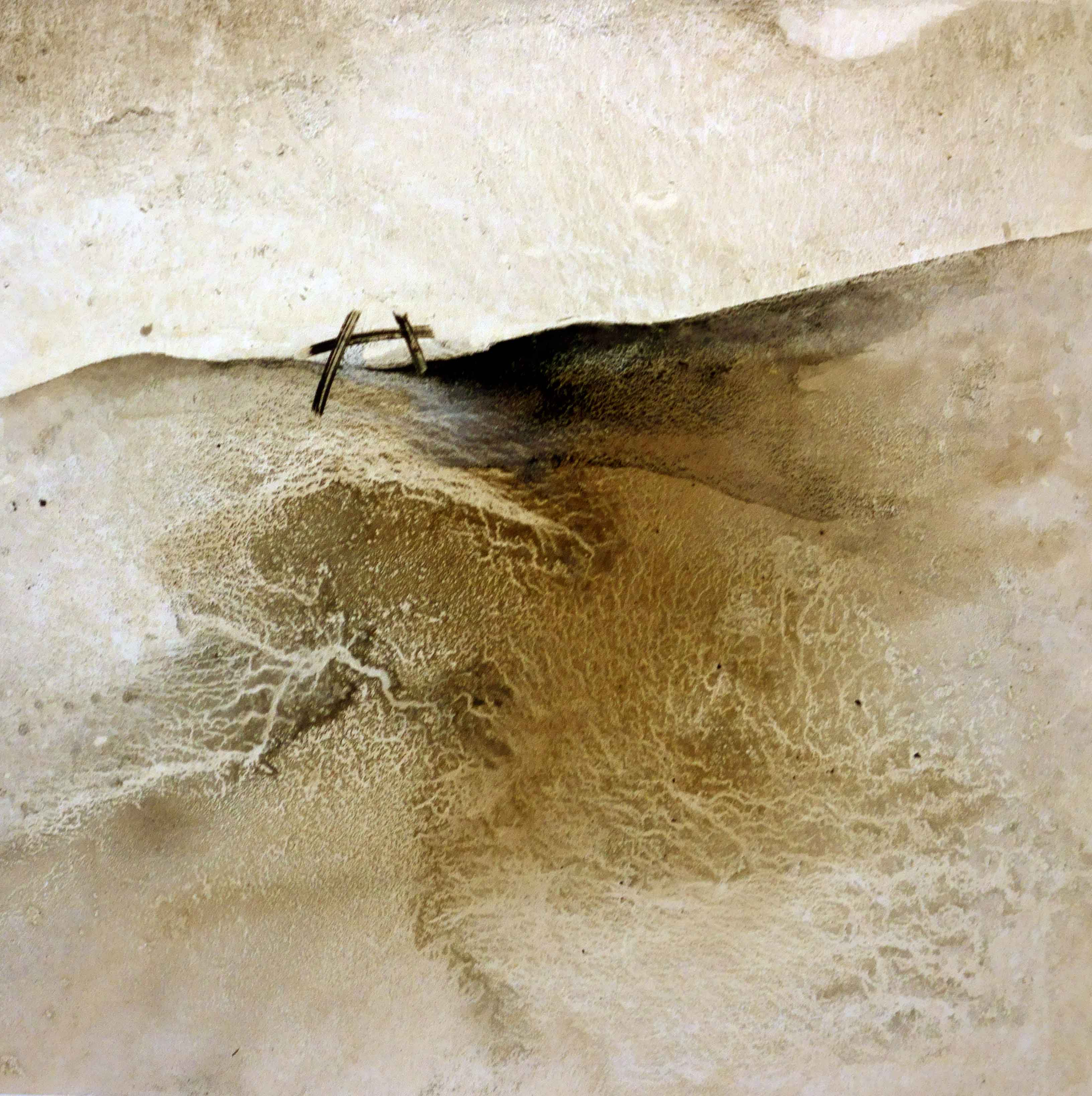
L'origine du monde. MACRO ROMA

Im Spannungsfeld der immer stärker werdenden kulturellen Globalisierung teilt sich die chinesische Kunstszene in zwei antagonistischen Tendenzen. Einerseits die Verschärfung der identitären Abschottung und andererseits die klare Ausrichtung nach Westen mit seiner künstlerischen Sprache: Die amerikanische Pop Art und der europäisch geprägte Realismus oder Surrealismus. Li Chevalier lebt seit drei Jahrzehnten zwischen Asien und Europa, sie zählt jedoch zu denjenigen, die sich für einen dritten Weg entschieden haben. Sie absolvierte ihre Ausbildung in den beiden wichtigsten Kulturzentren Europas: In Italien, einem Land, in dem der Klassizismus weiterhin anhält, sowie am Central Saint Martins in London, das für seinen Avantgardismus bekannt ist. Chevalier wagt sich auf ein hybrides Terrain und spricht eine Sprache des Zusammenkommens.

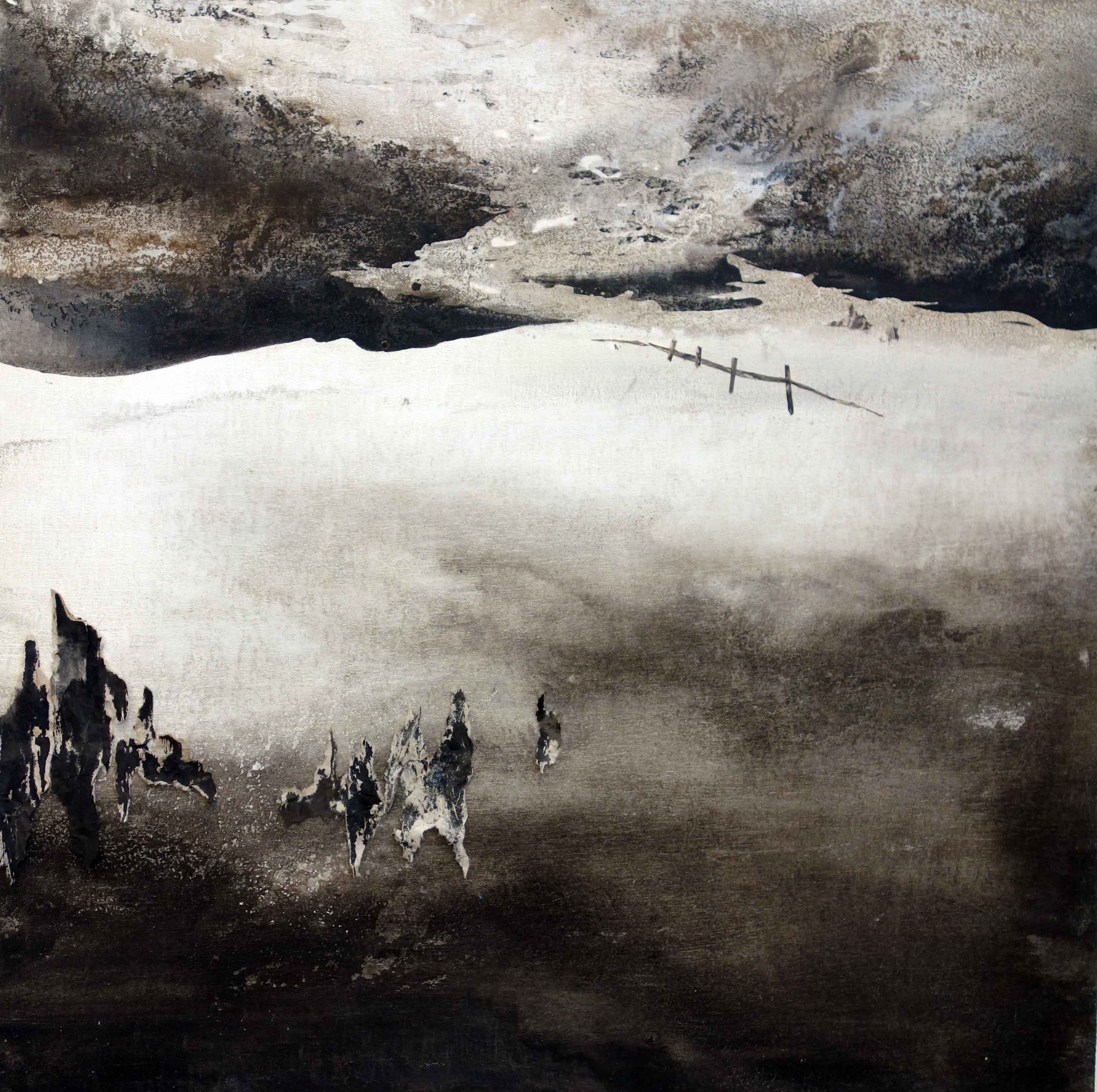

Der französische Sinologe Francois Jullien schrieb in seinem Artikel Encre et Entre (Tusche und Zwischen) über Li Chevalier's Werk: „‚Encre‘ (Tusche), eine eigenartige künstlerische Sprache, entsprungen aus dem tausendjährigen Orient. ‚Entre‘ (Zwischen), einer räumlichen Verbindung zwischen zwei Ufern, dem Orient und dem Abendland, einem zeitlichen Dialog, der Vergangenheit und Gegenwart verbindet. Li Chevalier nutzt die Flüssigkeit der Tusche (im Gegensatz zur ‚Plumpheit‘ der Ölmalerei) und die Mehrdeutigkeit der Formen in einer halb-abstrakten Sprache. Anhand der zusätzlichen Verwendung von anderen Materialen und einer Revolution der Basis versucht sie, den Lyrismus der Tusche zu verstärken. Sie arbeitet auf Leinwand und benutzt Pigmentfarbstoff, Splitter von Mineralstoffen, Sand, Papier und Kalligraphie. Sie experimentiert zudem mit verschiedensten Formaten, von winzigen über riesigen, bis hin zu quadratischen oder rechteckigen Formen. Ihr Verhältnis zu Inszenierungen lässt sich als eine Eroberung des gesamten Ausstellungsraums beschreiben und Li Chevalier lässt sie damit zu einer echten Installation werden.“
Die Symbolik betreffend, sind Landschaftsmalereien von Li Chevalier, die sich selbst als eine Erbin der Malereischule des lettrés bezeichnet, ein Vorwand, um ihr „philosophisches Erstaunen“ zum Ausdruck zu bringen. Ohne Hinweise auf eine religiöse Zugehörigkeit zu geben, bemalt die Künstlerin die „Toris“ (Türen, welche vor Tempeln angebracht sind, um eine Grenze zwischen der materialistischen Welt und dem Ort der Meditation darzustellen): Eine einsame Bank ohne jeglichen Halt oder ein Kreuz, welches sich verloren auf einer Insel inmitten des Meeres dem Wind beugt. Die Titel ihrer Werke verstärken die Symbolik zusätzlich. Vide de l’autre (Leere des Anderen), Solitude qui habite l’Homme (Einsamkeit, die dem Menschen innewohnt), Au-delà de l’horizon (Über den Horizont) oder Symphonie du destin (Symphonie des Schicksals). Symphonie du destin ist seit 2011 im Empfangsraum der französischen Botschaft in China zu sehen. Das Kunstwerk zeigt eine flüchtige Landschaft mit Figuren, die das Gefühl vermitteln, vom Horizont, dem „Übergang zum Jenseits“, verschluckt zu werden. Die Präsenz von dahintreibenden bretonischen oder korsischen Menhiren verweisen auf dieselbe Faszination wie diejenige von Victor Segalen für Stelen, diese behauenen Steine, die die Erde schmücken, dem Horizont zugewendet wie Markierungssteine und die den Zeitverlauf verkörpern.

#### Schönheit und humanistisches Ideal

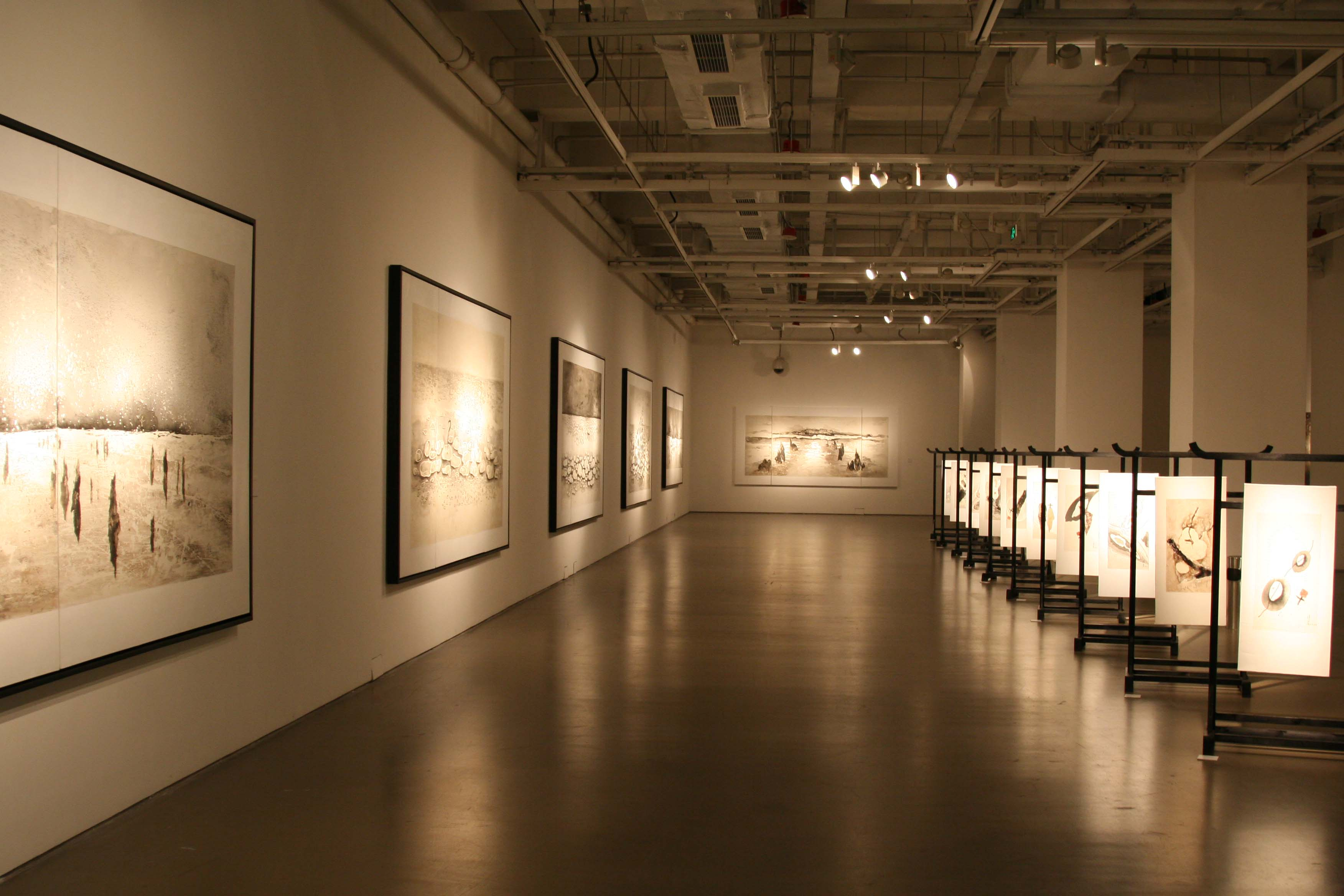
Retrospektive Li Chevalier. Today Art Museum, Peking

In ihrer Kindheit erlebte Li Chevalier die menschliche Verrücktheit der kulturellen Revolution hautnah mit. Die Zerstörung der Schönheit ging weit über die Kunst hinaus und eroberte jeden Winkel der Privatsphäre der chinesischen Bürger. Im Jahr 1990 widmete Li Chevalier ihre Abschlussarbeit in philosophischer Politik an der Universität La Sorbonne Paris folgendem Thema: Der Mensch als Schutzschild – die unverzichtbare politische Moral. 2007 absolvierte sie ihre Masterarbeit des dritten Studienzyklus in bildender Kunst zum Thema Kunst und Schönheit im Central Saint Martins College of Arts and Design in London. Die Schule ist für ihren Avantgardismus bekannt, hier findet sich der Verstoß gegen die Ästhetik als vorherrschende Tendenz. Auf der Studienabschlussausstellung zeigte sie zwei Gemälde mit dem Titel A la recherche de la beauté perdue. Während diverser Konferenzen im Kulturinstitut Bernard Magrez im März 2015 und in den Instituten für Politikwissenschaften in Paris und Le Havre im März 2016 erklärte Li Chevalier wiederholt, dass sie der festen Überzeugung sei, die stärksten Hochgefühle seien im Prisma der ästhetischen Emotionen ihres Werkes entstanden. Außerdem brauche die ästhetischeEmotion eine tiefe Bindung mit dem Wert des Lebens, um sich zu verwirklichen.
Unermüdlich rezitiert die Künstlerin diesen Absatz der Cinq Méditations (Fünf Meditationen) von Francois Ceng. Ihrer Meinung nach, handelt es sich dabei um die schönste Synthese von Schönheit und humanistischem Ideal. Die allgemeine Ablehnung dieser beidenWerte hat in ihr tiefe Spuren hinterlassen. „Wir könnten uns ein Universum vorstellen, das nur aus der Wahrheit bestünde, ohne dass die Idee der Schönheit einen Platz darin fände… Dann wäre es eine Welt der ‚Roboter‘, keine Welt des Lebens. Die Konzentrationslager der Nationalsozialisten zeigten uns ein schreckliches Bild dieser Welt…“
Im Jahr 2014 nahm Li Chevalier gemeinsam mit Peng Feng, einem chinesischen Kunstkritiker, Pan Gaong Kai, Direktor der Akademie der bildenden Künste Chinas und Luc Ferry, einen französischen Philosoph an einer Dialogkonferenz über „Das Entstehen der modernen Ästhetik und die Frage des Kriteriums des ‚Schönen‘“ teil.

## Installationen und Inszenierungen
Li Chevaliers Ausstellungen und Installationen unterscheiden sich durch ihre Inszenierung, ihre spezifische räumliche Komposition, die sehr schauspielerisch wirkt. Das Einbeziehen von Licht, Umgebung und Ton wird in den Vordergrund gestellt, aber auch den Einbezug der Besucher in das Events spielt eine wichtige Rolle, um ein sensorielles Experiment zu schaffen, das Gemälde und Betrachter verbindet.

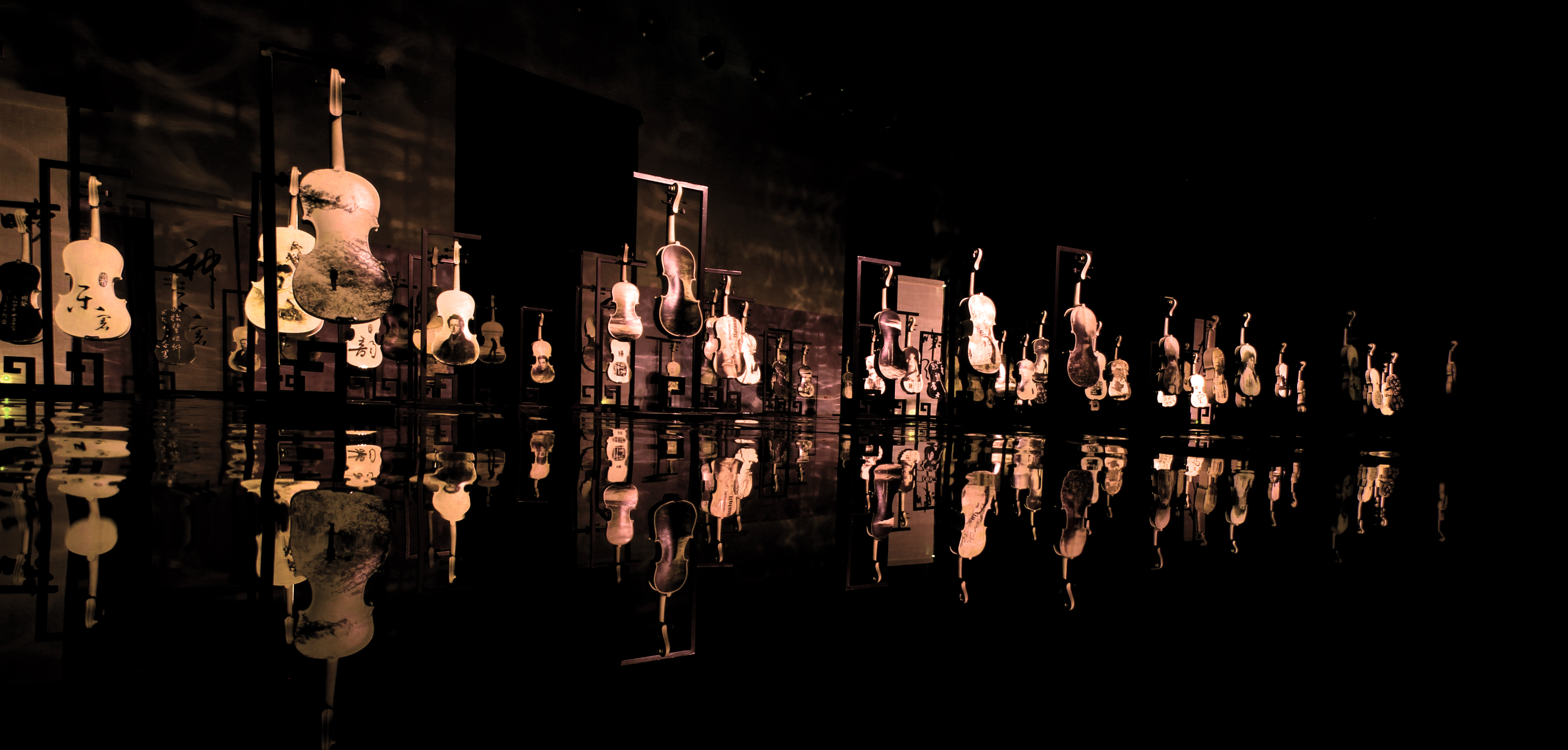
Cantabile per archi. MACRO ROMA

### Cantabile per archi
Cantabile per achi (wortwörtlich Lied für Streichinstrumente) ist eine monumentale Installation, die aus einem Wald von Streichinstrumenten besteht. Diese Geigen, Bratschen und Cellos, „made in China“, wurden in rohem Zustand mit Kalligraphie und Tuschstriche verziert. Für diese Installation hat sich die Künstlerin von der Symphonie Cantabilé pour archi  des lettischen Komponisten Peteris Vasks inspirieren lassen. Dieses Werk rief in Li Chevalier das Bild eines Waldes von Instrumenten („Archi“) in der gewaltigen Natur hervor, durchdrungen von markerschütternden, verzweifelten Schreien, welche die tragische Dichotomie zwischen dem humanistischen Idealismus des Komponisten und der verheerenden Realität der geschichtlichen Dramen, die sein Volk ertragen musste, darstellt. In dieser Installation schuf Li Chevalier eine Resonanz, sie schuf Schatten, die aus zwei sehr fernen Ländern kommen, die aber unter vergleichbaren Schicksalsschlägen gelitten haben. Sie zeigt eine Art Verbindung zwischen zwei Geistern, zwischen zwei Kunstformen.

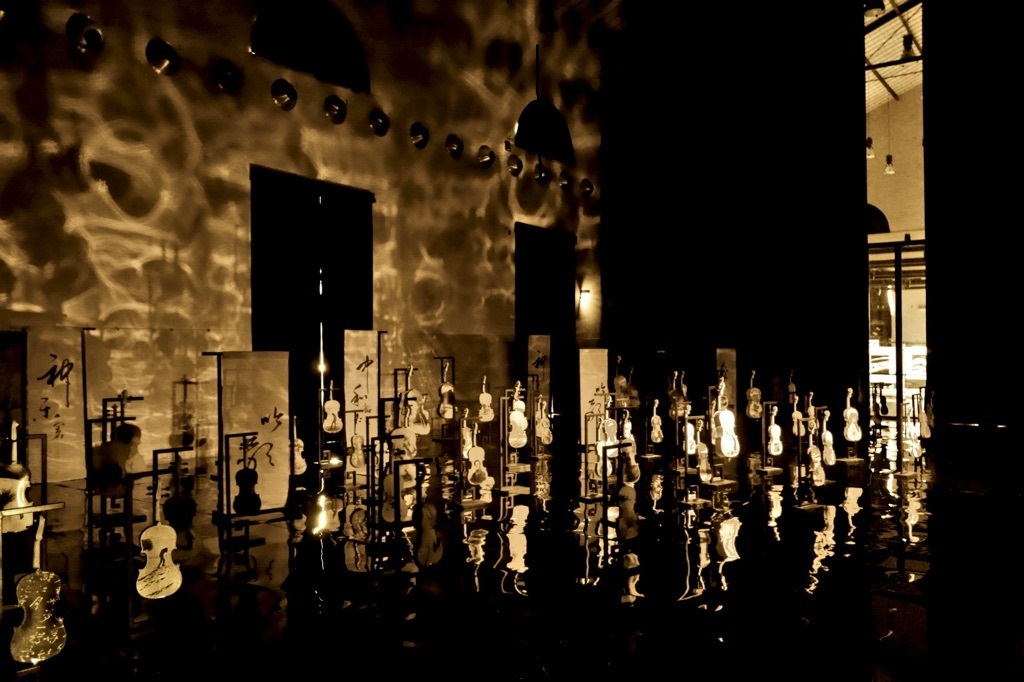
Monographie Li Chevalier, MACRO ROMA 2017

Diese Installation wurde am 3. Juli 2013 im Rahmen von Croisement in dem nationalen Zentrum für Darstellende Künste in Peking erstellt. Dieses Zentrum ist ein sehr symbolträchtiger Ort, da dieser vom französischen Architekt Paul Andreu entworfen wurde. Cantabile per archi diente Phillipe Jordan, dem Dirigenten der Pariser Nationaloper, als Einleitung für sein erstes Konzert in China. Mit Li Chevaliers Wald von Streichinstrumenten machte sie sich die Oper Pekings zu eigen. Dank ihrer „Visuellen Symphonie“ baute sie eine Brücke zwischen Kunst und Musik. Frederic Laroque, erster Sologeiger der Pariser Nationaloper, improvisierte zunächst inmitten der Installation und spielte anschließend ein Violinkonzert begleitet vom Nationalen Symphonieorchester Chinas unter der Leitung von Philippe Jordan. Diese Installation wurde auch im Rahmen einer feierlichen Veranstaltung zum 50. Jahrestag der französisch-chinesischen diplomatischen Beziehung des Außenministeriums in der Unterwasserbasis Bordeaux ausgestellt. Dort wurde sie von einem Konzert des Quartetts der Pariser Oper begleitet. Sie wurde ein weiteres Mal im Jahr 2017 in dem Museo d’Arte Contemporenea di Roma (MACRO Roma) gezeigt, in Form einer multimedialen Installation mit einer Licht-Ton-Synchronisierung und einer Filmprojektion.

### Zwischen Musik und Visueller Kunst

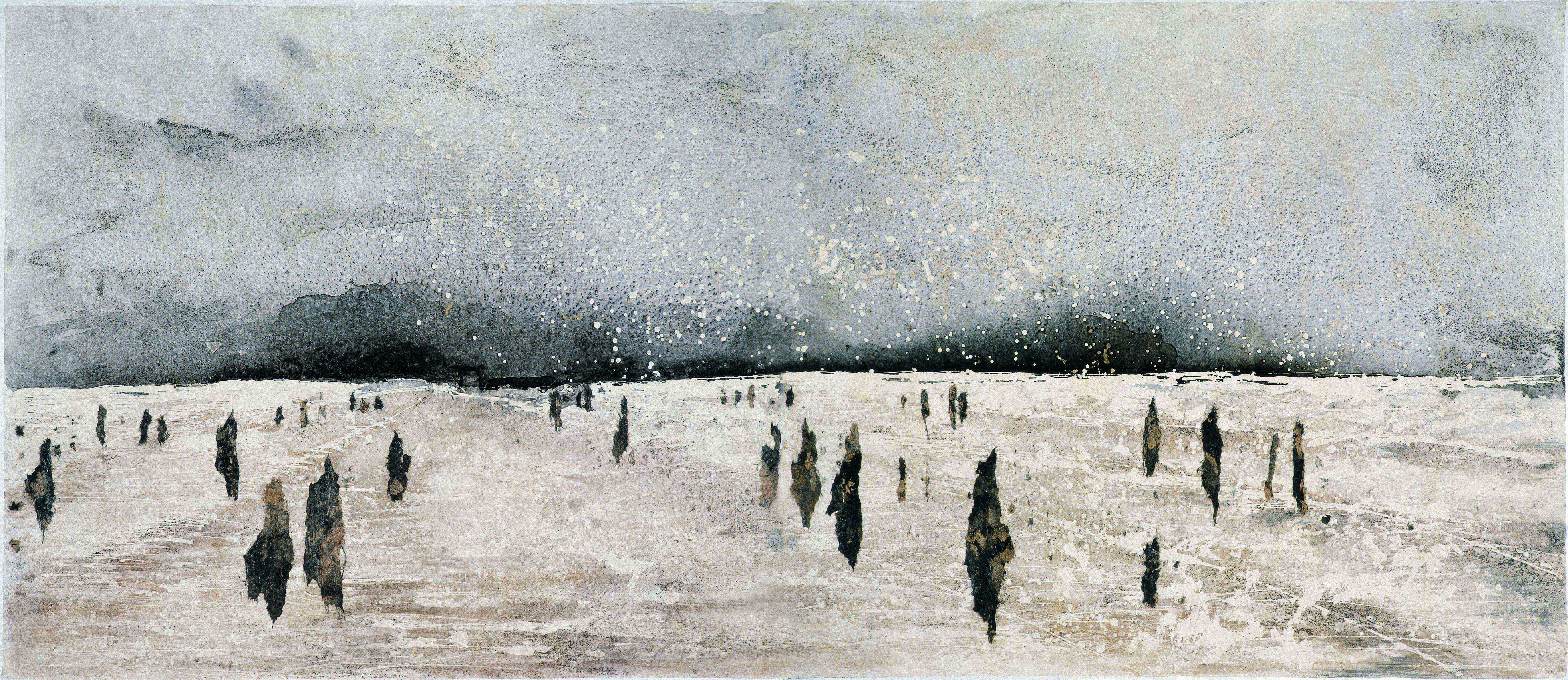
Symphonie du destin

Li Chevaliers Kindheit war stark von musikalischer Bildung geprägt, daher beschäftigte sie sich als Kind sehr viel mit Musik. Im Alter von 15 Jahren wurde sie ausgewählt, um für die Oper des Heeres der Volksrepublik China als Sängerin ausgebildet zu werden. Bis heute bleibt die Musik ihre zweite Leidenschaft neben ihrer Tätigkeit als bildende Künstlerin. Unter der Leitung von Arthur Oldham und Semyon Bychkov war sie Sopransängerin im Chor des Pariser Orchesters und sang zudem an zahlreichen Konzerten unter der Leitung des französischen Dirigenten Huges Reiner.
Seit 1991 arbeitet sie mit Musikern der Pariser Oper zusammen. Sie inszenierte zwei Konzerte des ersten Sologeigers der Pariser Oper, Frédéric Laroque, mit dem ehemaligen Rundfunk-Sinfonieorchester Chinas und dem Film-Sinfonieorchester Chinas. Bei der im Dezember 2004 unter der Schirmherrschaft der Katar Stiftung veranstalteten monographischen Ausstellung von Chevalier Peindre la musique (Gemälde der Musik), wurde eine Performance des Quartetts der Pariser Oper miteinbezogen. Im Jahr 2010 wurde ihre monographische Ausstellung Symphonie Visuelle veranstaltet, welche dem lettischen Komponisten Peteris Vasks gewidmet war. Zur Eröffnung der Ausstellung von Li Chevalier L'Art du Croisement (Die Kunst der Mischung) im Juli 2014, spielte das Quartett der Pariser Oper in der Unterwasserbasis in Bordeaux.
Die Musik zählt zu Li Chevaliers Lieblingsthemen. Ihr Gemälde J’entends l’eau rêver (Ich höre das Wasser träumen) wurde in der Royal Academy of Arts in London im Jahr 2007 ausgestellt, sie widmete es dem japanischen Komponisten Takemitsu. Das Gemälde Symphony of Destiny (Symphonie des Schicksals) (Sammlung der französischen Botschaft in China) widmete sie Beethoven. Zu den anderen Musikstücken, die ihr Werk inspiriert haben, zählen: Das Frühlingsopfer von Igor Strawinski (Privatsammlung in den USA), Verklärte Nacht von Arnold Schönberg und Zweistimmige Inventionen von Johann Sebastian Bach. Die im Jahr 2011 im Museum der Schönen Künste von Shanghai ausgestellte Installation, von Li Chevalier war tief vom Violinkonzert Black, white and in between des flämischen Komponisten Dirk Brossé geprägt.

#### Lichtstelen

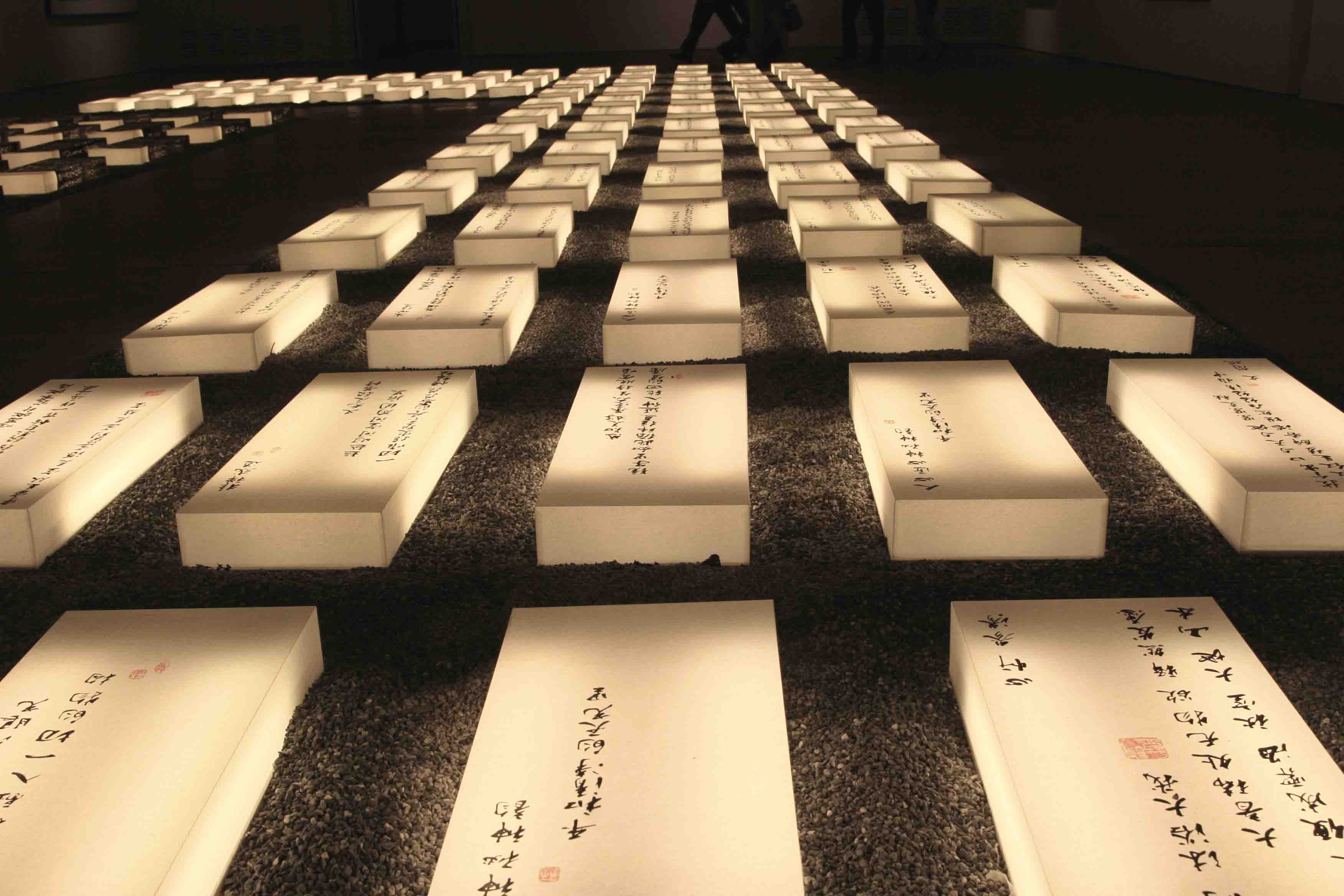
Lichtstelen

Anlässlich des 100. Feiertages der Veröffentlichung von Stèle (Stele) von Victor Segalen, zeigte das Französische Institut von Peking Les Stèles de Lumières (Lichtstelen) von Li Chevalier in der chinesischen Nationalbibliothek. Diese Installation besteht aus einundachtzig Stelen in Form von leuchtenden Kisten. Diese Kisten sind mit Lithografien von kalligraphierten Stelen, die aus verschiedensten Jahrhunderten stammen, überzogen. Diese geätzten Steinstelen sind im Stelenwaldmuseum in Xi’An aufbewahrt. Die Zahl 81 hatte sich Segalen für die erste Veröffentlichung seines Buches ausgesucht. Sie entspricht der Anzahl der Platten im letzten Kreis der dritten Terrasse des Altars im Himmelstempel in Peking. Die Platten wurden auf eine Metallbasis geklebt und von innen beleuchtet. Diese Gedichtstelen in der chinesischen Landschaft, genau wie die Steinstelen am Eingang von Tempeln oder wie die aufgestellten Stelen, würdigen die Erinnerung an Verstorbene, gute Menschen oder die an einen Dichter würdigen. Sie zeigen jemandem, der an die Stelen passiert, die Spur eines Lichts, den Schatten einer verschwundenen Seele.
In den Augen der Künstlerin verkörpern diese Stelen eine Zivilisation, eine Kunstform. Sie sind nicht so sehr Zeugen der Unbeständigkeit des Lebens, sondern vielmehr des tiefen menschlichen Strebens nach Unendlichkeit. Dieses Streben zählt in Li Chevaliers Werk zu den Lieblingsthemen. Sie benutzt oft Collagen von Lithografien, von chinesischen Stelen und von Schatten-Figuren, welche keltische Naturliebhaber an bretonische Menhire erinnern.